# Байрамов, Магеррам Багыр оглы
Байрамов Магеррам Багыр оглы (13 мая 1928, Ашагы Неджили, Эриванский уезд — 6 января 1981, Ереван) — азербайджанский и армянский литературовед, писатель, журналист, государственный и партийный деятель, первый секретарь Амасийского райкома КП Армении (1969—1974), заместитель председателя Президиума Верховного Совета Армянской ССР (1974—1981), депутат Верховного Совета Армянской ССР (VIII—X созыв), главный редактор республиканской газеты «Совет Эрменистаны» (1974—1981). Заслуженный журналист Армянской ССР (1978).

## Жизнь и деятельность
Магеррам Багыр оглу Байрамов родился 13 мая 1928 года в селе Ашагы Неджили (ныне Саят-Нова) Эриванского уезда близ Эривани. Окончив здесь семилетнюю сельскую школу, он продолжил образование в Ереванском педагогическом училище и работал учителем в селе, где родился. 
В 1947 году он был принят на филологический факультет Азербайджанского государственного университета, а после его окончания в 1952 году работал в ЛКСМ Азербайджана. Проработав два года в Баку, в 1954 году вернулся в Ереван, где работал инструктором ЛКСМ Армении. В 1955 году его выдвинули на должность инструктора ЦК КП Армении.
Магеррам Байрамов работал секретарем Вединского райкома партии в 1964—1966 годах, а в 1966—1969 годах — заместителем главного редактора газеты «Совет Эрменистаны». С 1969 по 1974 год он был первым секретарем Амасийского райкома партии, а с 1974 года и до конца жизни был главным редактором газеты «Совет Эрменистаны». В эти годы Магеррам Байрамов был также депутатом Верховного Совета Армянской ССР и членом Президиума Верховного Совета. Награжден почётным званием «Заслуженный журналист Армянской ССР» (1978), орденом «Знак Почёта» (1971) и медалями.

## Литературная деятельность
Он был писателем и драматургом. Его первая книга «После бури» была издана в 1964 году ереванским издательством «Айпетрат», и он посвятил ее своей «дорогой и доброй матери Фатьме». В книгу вошли рассказы «Сожаление», «Пир не помог», «Сеть Моллы Гадира», «Прости меня», «Джарулла» и другие рассказы, а также пьеса «Гейбулла». Он был опытным журналистом и филологом. Магеррам Байрамов, окончивший филологический факультет Азербайджанского государственного университета, в 1969 году в Баку защитил кандидатскую диссертацию на тему «Ширванзаде и Азербайджан» и получил учёную степень кандидата филологических наук. Он был автором ряда книг и статей об армяно-азербайджанских литературных связях. Наряду с Акпером Ереванлы он был одним из составителей сборника «Эдеби Эрменистан», в котором были опубликованы произведения азербайджанских писателей и поэтов, живших и творивших в Армянской ССР.

## Смерть
Магеррам Байрамов скончался 6 января 1981 года. По результатам расследования сообщалось, что он покончил жизнь самоубийством, застрелившись. Однако причина смерти в СМИ не уточнялась. Несмотря на это, очевидцы, прибывшие на место, утверждали, что Магеррам Байрамов не покончил жизнь самоубийством, а был убит выстрелом из грузовика, приближавшегося сзади, когда он шел по дороге домой. Байрамов был похоронен на кладбище Агадеда.

## Произведения
- После бури. — Ереван: Айпетрат, 1964;
- Друзья по профессии. Дж. Мамедкулизаде и А. Ширванзаде (по случаю 100-летия со дня рождения Дж. Мамедкулизаде). — Ереван: Общество «Знание» Армянской ССР, 1966;
- Александр Ширванзаде и Азербайджан. — Ереван: Айастан, 1971.